# روزين فييرا سوغلو
روزين فييرا سوغلو (ولدت في 7 مارس 1936) هي سياسية بنينية. وهي عضو في جمعية بنين الوطنية وعملت أيضًا كعضو في البرلمان الأفريقي. وهي زوجة نيسيفور سوغلو، الذي كان رئيس بنين من 1991 إلى 1996.

## النشأة والتعليم
ولدت سوغلو في 7 مارس 1936 في أويدا لعائلة أفريقية برازيلية. وفي عام 1946، انتقلت إلى فرنسا للالتحاق بالمدرسة. وبعد التخرج، دخلت سوغلو في القانون وأصبحت مأمورة من عام 1965 إلى عام 1968.

## السياسة
وفي عام 1992، أنشأت سوغلو حزب بنين من جديد. في العام التالي، أصدر الحزب السياسي لا رينووفو بياناً موقعاً من قبل سوغلو لوسائل الإعلام يشجع أنصار زوجها، نيسيفور سوغلو، على الانضمام إلى حزب بنين من جديد.
وفي عام 2007، انضمت سوغلو إلى التحالف من أجل تحالف الديمقراطية الديناميكية مع أنطوان إيدجي كولاولي وبرونو أموسو. وترشحت هذه الهيئة خلال الانتخابات البرلمانية التي جرت في مارس 2007 وحصلت على 20 مقعدا. وخلال انتخابات عام 2011، انضمت إلى ائتلاف الاتحاد لجعل الأمة ووعدت بتحسين نوعية حكومة بنين ومقومات السكن.
وفي الانتخابات البرلمانية التي جرت في نيسان/أبريل 2015، أعيد انتخاب سوغلو في الجمعية الوطنية كمرشح لنهضة بنين في الدائرة الانتخابية السادسة عشرة. وكانت أكبر عضو في الجمعية الوطنية (دوين ديج)، ترأست الإجراءات الأولية للجمعية الوطنية عندما بدأت اجتماعها في 19 مايو 2015، قبل انتخاب رئيس الجمعية الوطنية